# Hattenhofen (Bawaria)
Hattenhofen – miejscowość i gmina w Niemczech, w kraju związkowym Bawaria, w rejencji Górna Bawaria, w regionie Monachium, w powiecie Fürstenfeldbruck, wchodzi w skład wspólnoty administracyjnej Mammendorf. Leży około 12 km na północny zachód od Fürstenfeldbruck, przy drodze B2 i linii kolejowej Monachium – Augsburg.

## Dzielnice
- Hattenhofen
- Haspelmoor
- Loitershofen

## Demografia
| Rok  | Liczba mieszk. |
| ---- | -------------- |
| 1970 | 929            |
| 1987 | 1 090          |
| 2000 | 1 342          |
| 2006 | 1 389          |

### Struktura wiekowa
Dane o ludności z 31 grudnia 2008:
| Opis                                | Ogółem | Ogółem | Kobiety | Kobiety | Mężczyźni | Mężczyźni |
| ----------------------------------- | ------ | ------ | ------- | ------- | --------- | --------- |
| Jednostka                           | osób   | %      | osób    | %       | osób      | %         |
| Populacja                           | 1379   | 100    | 713     | 51,7    | 666       | 48,3      |
| Wiek przedprodukcyjny (0–17 lat)    | 266    | 19,29  | 142     | 10,3    | 124       | 8,99      |
| Wiek produkcyjny (18–65 lat)        | 874    | 63,38  | 439     | 31,83   | 435       | 31,54     |
| Wiek poprodukcyjny (powyżej 65 lat) | 239    | 17,33  | 132     | 9,57    | 107       | 7,76      |

## Polityka
Wójtem gminy jest Mathias Ettenberger z CSU, rada gminy składa się z 12 osób.
|      | UWGH | WGDG | Razem |
| 2008 | 6    | 6    | 12    |
| 2002 | 6    | 6    | 12    |

## Oświata
W gminie znajduje się przedszkole (50 miejsc i 47 dzieci) oraz szkoła (9 nauczycieli, 135 uczniów).